# 여태
여숙왕 여태(呂肅王 呂台, ? ~ 기원전 187년)는 전한의 이성 제후왕으로, 전한 고제의 외척 여씨 일족이며 여나라의 첫 왕이다.

## 사적
고황후의 오라버니 여택의 장자로, 아버지가 장수로서 공이 있어 아버지가 고제 9년(기원전 198년)에 죽고서 동생 여산과 함께 작위를 받아 부후(鄜侯)에 봉해졌다. 원래는 이해에 아버지의 작위인 주여후를 계승했으나 부현으로 이봉되었다 한다. 혜제 7년(기원전 188년), 혜제가 죽자 여산, 여록 등과 함께 남북군을 총괄하였다. 이런 조치로 인해 고황후와 여씨 일족이 나라의 전권을 쥐게 되었고, 태황태후가 된 고황후가 임조칭제를 하였다. 태황태후는 이에 그치지 않고, 유씨 외의 왕을 새로 세우지 말라는 고제의 유훈을 저버리고 여씨를 왕으로 세우고자 했다. 그 첫 결실이 여태로, 고후 원년(기원전 187년) 제나라에서 제남군을 분할하여 새로 만들어진 여(呂)나라의 첫 왕으로 봉해졌으며 4월 신묘일을 재위 원년으로 삼았다. 고후 2년 11월에 죽어, 시호를 숙(肅)이라 하고, 태자 가(嘉)가 다음 여왕이 되었다.

## 가계

### 관련 인물
| - 여가 - 여록 - 여문 - 여산 | - 여석지 - 여치 - 여택 - 여통 |